# 阿圖爾·延杰伊奇克
阿图尔·马尔钦·延杰伊奇克（波蘭語：Artur Marcin Jędrzejczyk，發音：[ˈartur jɛndˈʐɛjtʂɨk] ⓘ；1987年11月4日—）是波蘭足球運動員。在場上的位置是後衛。他現在效力於俄羅斯足球超級聯賽球隊克拉斯諾達爾足球俱樂部。他也代表波蘭國家足球隊參賽。